# Kocher (kuchenka)

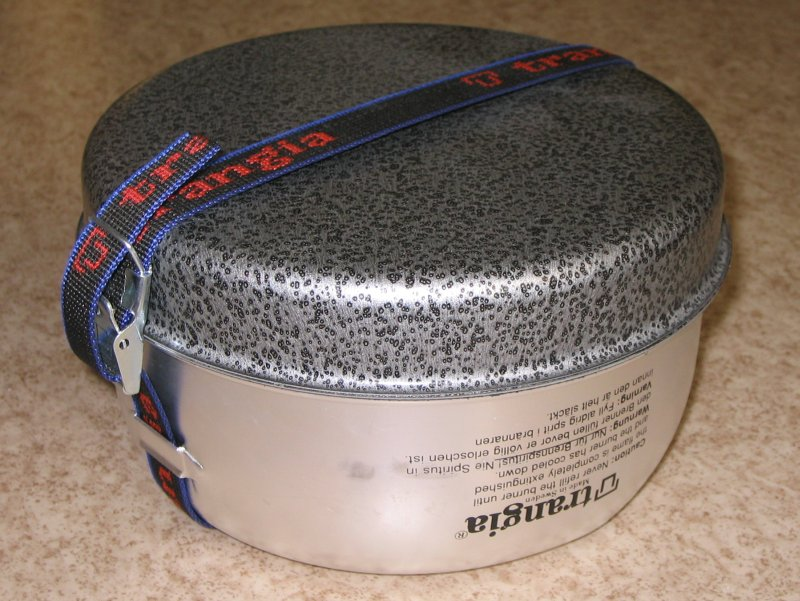
Naczynia turystyczne z palnikiem spirytusowym szwedzkiego przedsiębiorstwa Trangia

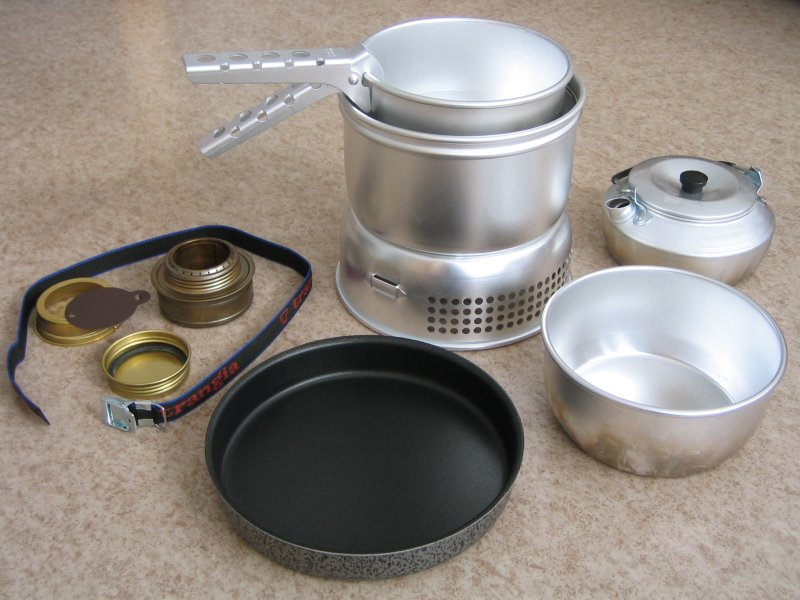
Naczynia turystyczne z palnikiem spirytusowym przedsiębiorstwa Trangia w wersji rozłożonej

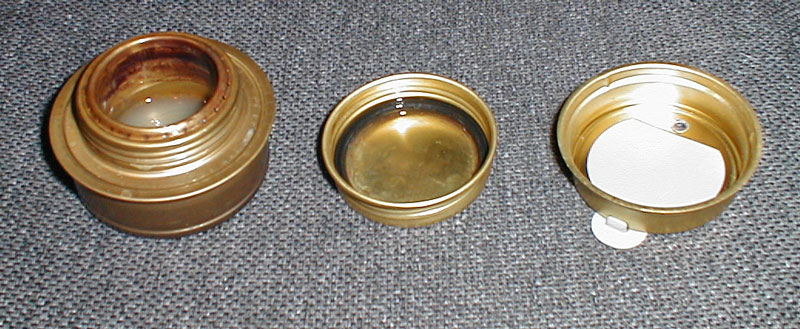
Palnik spirytusowy przedsiębiorstwa Trangia

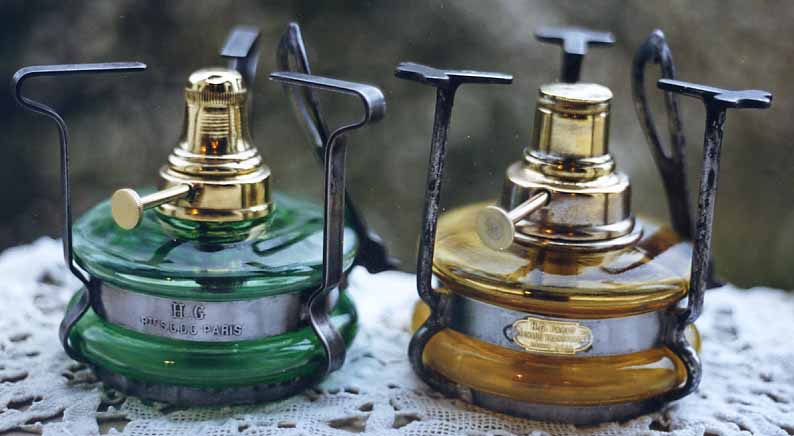
Dwie kuchenki spirytusowe francuskiego przedsiębiorstwa Henri Gautreau

Kocher – kuchenka turystyczna na paliwo ciekłe (spirytus, denaturat), możliwe jest również zastosowanie stałego paliwa turystycznego w postaci kostek lub tabletek (Esbit). Niezawodna ze względu na prostotę konstrukcji, wygodna w transporcie, jednak o stosunkowo niewielkiej wydajności cieplnej. Składa się zwykle z mosiężnego palnika i kilku aluminiowych menażek, które służą równocześnie jako opakowanie transportowe. Dodatkowym wyposażeniem są uchwyty do naczyń, sztućce, osłona przeciwwiatrowa, pokrowiec, paski do mocowania.
Frans Wilhelm Lindqvist w 1892 stworzył pierwszy piec z paliwem naftowym i sprężonym powietrzem. Wraz z Johanem Victorem Svenssonem rozpoczęli produkcję przemysłową pieców naftowych własnego pomysłu. W tamtym czasie był to rewolucyjny wynalazek, piec tego typu dawał wysokokaloryczny płomień pozbawiony sadzy. Dzięki pomocy przedsiębiorstwa marketingowego BA Hjorth & Co produkcja i sprzedaż wzrosła do pół miliona produktów rocznie już w 1910 roku. Wynalazek Szweda trafił za granicę. W 1938 przedsiębiorstwo Sievert opracowało własny patent, kuchenkę na gaz LPG. 
W roku 1953 Sir Edmund Hillary i Tenzing Norgay w swoim wyposażeniu mieli kuchenkę Primus podczas pierwszego zdobywania Mount Everestu.